# Martin Galway
Pour les articles homonymes, voir Galway.
Martin Galway (né le 3 janvier 1966 à Belfast en Irlande) est un des compositeurs de musique de jeux vidéo les plus connus du temps de la musique SID du Commodore 64. Il est notamment à l'origine des musiques chiptune d'Arkanoid, Parallax, Terra Cresta et Wizball. Il est le neveu du flûtiste James Galway.

## Biographie
C'est à l'âge de 17 ans que Martin Galway débute dans la composition de musique sur son ordinateur familial BBC Micro alors que certains de ses amis s'amusent à programmer un jeu vidéo. Ils réalisent rapidement que c'est un moyen de gagner de l'argent et se rapprochent de la société Ocean Software pour proposer leurs services. Ocean Software apprécie leur jeu (un clone de Pac-Man) et fournit à Martin Galway un kit de développement musical en assembleur pour qu'il puisse composer des musiques de jeux sur Commodore 64.
Durant les années 1980, il réalise les musiques de nombreux jeux qualifiés de blockbusters et devient l'un des compositeurs les plus connus. C'est l'un des premiers musiciens à utiliser des vrais samples sur C64, notamment dans la réalisation de la musique du jeu Arkanoid. Par la suite, il continuera à travailler dans la musique de jeux sur Amiga et Compatible PC.

## Liste de jeux
Liste de jeux par ordre chronologique :
- Swag (Micromania, 1984)
- Daley Thompson's Decathlon (Ocean, 1984)
- Yie Ar Kung-Fu (Imagine, 1985)
- Hyper Sports (Imagine/Konami, 1985)
- Kong Strikes Back (Ocean, 1985)
- The Neverending Story (Ocean, 1985)
- Ocean Loader (Les deux musiques ont été utilisées dans plusieurs jeux publiés par Ocean Software) (Ocean, 1985)
- Roland's Ratrace (Ocean, 1985)
- Mikie (Imagine, 1986)
- Ping Pong (Imagine, 1986)
- Comic Bakery (Imagine, 1986)
- Terra Cresta' (Imagine, 1986)
- Green Beret (Imagine/Konami, 1986)
- Helikopter Jagd (Ocean, 1986)
- Highlander (Ocean, 1986)
- Hunchback II (Ocean, 1986)
- Match Day (Ocean, 1986)
- Miami Vice (Ocean, 1986)
- Parallax (Ocean, 1986)
- Rambo: First Blood Part II (Ocean, 1986)
- Short Circuit (Ocean, 1986)
- Arkanoid (Imagine, 1987)
- Athena (Imagine, 1987)
- Game Over (Imagine, 1987)
- Rastan (Imagine, 1987)
- Slap Fight (Imagine, 1987)
- Yie Ar Kung Fu II (Imagine, 1987)
- Combat School (Ocean, 1987)
- Wizball (Ocean, 1987)
- Microprose Soccer (Microprose, 1988)
- Times of Lore (Origin, 1988)
- Insects in Space (Sensible Software, 1989)
- Wing Commander 2: Vengeance of the Kilrathi (Origin, 1991)
- Ultima VII: The Black Gate (Origin, 1992)
- Ultima Underworld: The Stygian Abyss (Origin, 1992)
- Strike Commander (Electronic Arts/Origin, 1993)
- Wing Commander 4: The Price of Freedom (Electronic Arts/Origin, 1995)
- The Kilrathi Saga (Electronic Arts, 1996)
- Starlancer (Crave Entertainment/Microsoft, 2000)